# Сватай
Свата́й (якут. Сыбаатай) — село в Среднеколымском улусе Республики Саха (Якутия) России. Административный центр Мятисского 2-го наслега.

## География
Село находится в северо-восточной части Якутии, в пределах Колымской низменности, в правобережной части долины реки Алазеи, на расстоянии примерно 103 км (по прямой) к северо-западу от города Среднеколымска, административного центра улуса. Абсолютная высота — 35 м над уровнем моря.
Климат
Климат характеризуется как резко континентальный. Средняя температура воздуха самого тёплого месяца (июля) составляет 12 °C; самого холодного (января) — −38 °C. Среднегодовое количество атмосферных осадков составляет 150—200 мм.
Часовой пояс
Село Сватай находится в часовой зоне МСК+8. Смещение применяемого времени относительно UTC составляет +11:00.

## История
Согласно Закону Республики Саха (Якутия) от 30 ноября 2004 года N 173-З N 353-III село возглавило образованное муниципальное образование Мятисский 2-й наслег.

## Население
| 2002 | 2010 | 2021 |
| ---- | ---- | ---- |
| 615  | ↘578 | ↘502 |

Половой состав
По данным Всероссийской переписи населения 2010 года в гендерной структуре населения мужчины составляли 50,9 %, женщины — соответственно 49,1 %.
Национальный состав
Согласно результатам переписи 2002 года, в национальной структуре населения якуты составляли 98 % из 615 чел.

## Улицы
| - ул. Комсомольская, - ул. Кумаринская, - ул. Лесная, - ул. Молодёжная, - ул. Мостовая, | - ул. Озёрная, - ул. Таёжная, - ул. Тырылгина М.А., - ул. Центральная, - ул. Школьная. |

## Транспорт
Транспортное сообщение осуществляется по автозимнику Среднеколымск — Налимск — Сватай — Эбях, а также воздушным транспортом.